# Región del Este de Inglaterra
El Este de Inglaterra (en inglés East of England) es una de las nueve regiones de Inglaterra. Está formada por seis condados: Bedfordshire, Cambridgeshire, Essex, Hertfordshire, Norfolk y Suffolk. Su capital es Cambridge. Limita al norte, este y sureste con el mar del Norte, al sur y oeste con Sudeste y Gran Londres, y al noroeste con Midlands del Este. 
Con 19 120 km² es la segunda región más extensa del país, por detrás de Sudoeste de Inglaterra. El lugar más alto es el monte de Ivinghoe Beacon, cerca de Tring, en el condado de Hertfordshire. La cima de la colina es de 249 metros sobre el nivel del mar. Fue creada en 1994 y adoptada por propósitos estadísticos en 1999.
- Datos: Q48006
- Multimedia: East of England / Q48006